# Ementaler
Ementaler (engl. Emmental) je tvrdi sir, koji izvorno potiče iz Švajcarske, a danas se njegove različite varijante proizvode širom sveta. Ovaj sir sadrži 45% masnoće.

## Istorija
Do početka 19. veka sir se proizvodio tradicionalno u Ementalu, od neobrađenog mleka i u kolutovima od 70 i više kilograma. Danas se ementaler proizvodi u većini zemalja koje važe za najveće proizvođače sireva.
Često se navodi da je Švajcarska unija za sir zakasnila sa zaštitom imena ementaler. Međutim, treba imati u vidu da je osnova za zaštitu imena u Evropi definisana 1882. godine – a tada se ementaler već proizvodio van Švajcarske. A Unija je osnovana 1920. godine. Tadašnji pokušaji da se ime zaštiti, završili su bez uspeha. Danas se ime ementaler ili emental širom sveta koristi za različite sireve, koji nemaju puno zajedničkog sa originalom osim rupa.
Može se utvrditi da ementaler pripada najpoznatijim vrstama sira u Evropi. Ukoliko se u računicu dodaju i mnogobrojne varijante koje se često nazivaju „švajcarskim sirom“, ementaler je svakako najrasprostranjeniji sir sveta.
Zbog svojih velikih rupa, ovaj sir se pojavljuje i u izrazima poput „bušan kao švajcarski sir“.

## Proizvodnja
Dok se u Švajcarskoj i u nemačkoj oblasti Algoj koristi samo neobrađeno mleko, u drugim zemljama se za proizvodnju ovog sira može koristiti i termički obrađeno mleko. Za jedan kilogram ementalera potrebno je oko 12 litara mleka.
Za ementaler su karakteristične velike rupe i aroma. Oboje nastaju prilikom fermentacije pomoću tri vrste bakterija: Streptococcus thermophilis, Lactobacillus, i Propionibacter shermani. Oblik rupa može nagovestiti kvalitet zrelosti sira. Ukoliko nisu okrugle, već ekstremno ovalne ili veoma male/velike, može se zaključiti da je došlo do pogreške u zrenju. Takav sir je često gorak ili na neki drugi način neprijatan. Ementaler pravljen od neobrađenog mleka može da se lageruje 18 i više meseci i da pritom razvije snažnu aromu. Ementaler koji je dugo sazrevao može da dobije u rupama kristale soli, ili čak „suze“ od slane vode.

## Vrste

### Švajcarska
U Švajcarskoj su karakteristike sira koji se zove ementaler jasno definisane i on se odnosi samo na sireve koji su pravljeni od neobrađenog mleka.
Ementaler AOC odnosno "švajcarski ementaler" (engl. Emmentaler Switzerland®) su zaštićena imena i upućuju na originalni ementaler. Ovaj sir je sazrevao najmanje 4 meseca i pravljen je od aromatizovanog neobrađenog mleka, te je nakon sazrevanja uočljivo aromatičniji nego imitacije. On se na tržištu može pronaći u različitim stepenima sazrevanja. Pravi se samo od neobrađenog mleka, vode, soli i izabranih kultura bakterija; bez dodatnih sredstava za konzerviranje. 
Ementaler premijer kri (engl. Ementaler Switzerland Premier Cru®) sazreva najmanje 14 meseci u vlažnoj prostoriji, i bio je prvi sir iz Švajcarske koji je na prvenstvu sireva u Viskonsinu (2006) dobio titulu „najbolji sir na svetu“, što mu je obezbedilo počasno mesto u Istorijskom muzeju u Bernu. 
Posebne vrste se mogu pronaći u lokalnim prodavnicama u Švajcarskoj, pre svega u Ementalu. Tu se pre svega radi o različitim Ementaler AOC vrstama, koje se razlikuju po posebnim uslovima sirenja i dužini sazrevanja.

### Francuska
Francuski emental gran kri (fr. Emmental français grand cru) je zaštićeni tip ementalera, pravljen od neobrađenog mleka, u francuskim regionima Franš-Komt i Savoj. 

### Nemačka
Algojski ementaler je sir sa kratkim periodom sazrevanja (najmanje 3 meseca) i stoga blagi sir sa zaštićenim poreklom, koji se proizvodi od 19.veka u oblasti Algoj u južnoj Nemačkoj. Zbog ukusa je često popularan među decom.
Tvrdi sir ementaler vrste (ranije: četvrtasti tvrdi sir) je u Nemačkoj ime koji se koristi za sir sa tipičnim rupama, a pravljen je od pasterizovanog mleka. U Nemačkoj se sirevi od pasterizovanog mleka uglavnom prodaju pod imenom proizvođača.

### Austrija
Kameni ementaler je jedna aromatična varijanta iz Austrije, čiji su kolutovi uvaljani u kamenu prašinu.

## Spoljašnje veze
- Emmentaler AOC - Ementaler Švajcarska